# Highmore
Highmore település az Amerikai Egyesült Államok Dél-Dakota államában, Hyde megyében, melynek megyeszékhelye is. Lakosainak száma 682 fő (2020. április 1.).

## Története
A Highmore nevű posta 1882 óta működik. A város a nevét magas fekvése után kapta.

## Népesség
A település népességének változása:

| 2010 | 795 |
| 2020 | 682 |